# チリ国立自然史博物館
チリ国立自然史博物館（チリこくりつ しぜんしはくぶつかん、スペイン語: Museo Nacional de Historia Natural ; MNHN）は、チリ共和国の首都サンティアゴにある博物館である。
チリ国立美術館、チリ国立歴史博物館とともに、チリに3館ある国立博物館のひとつである。キンタ・ノルマル公園にある。

## 歴史

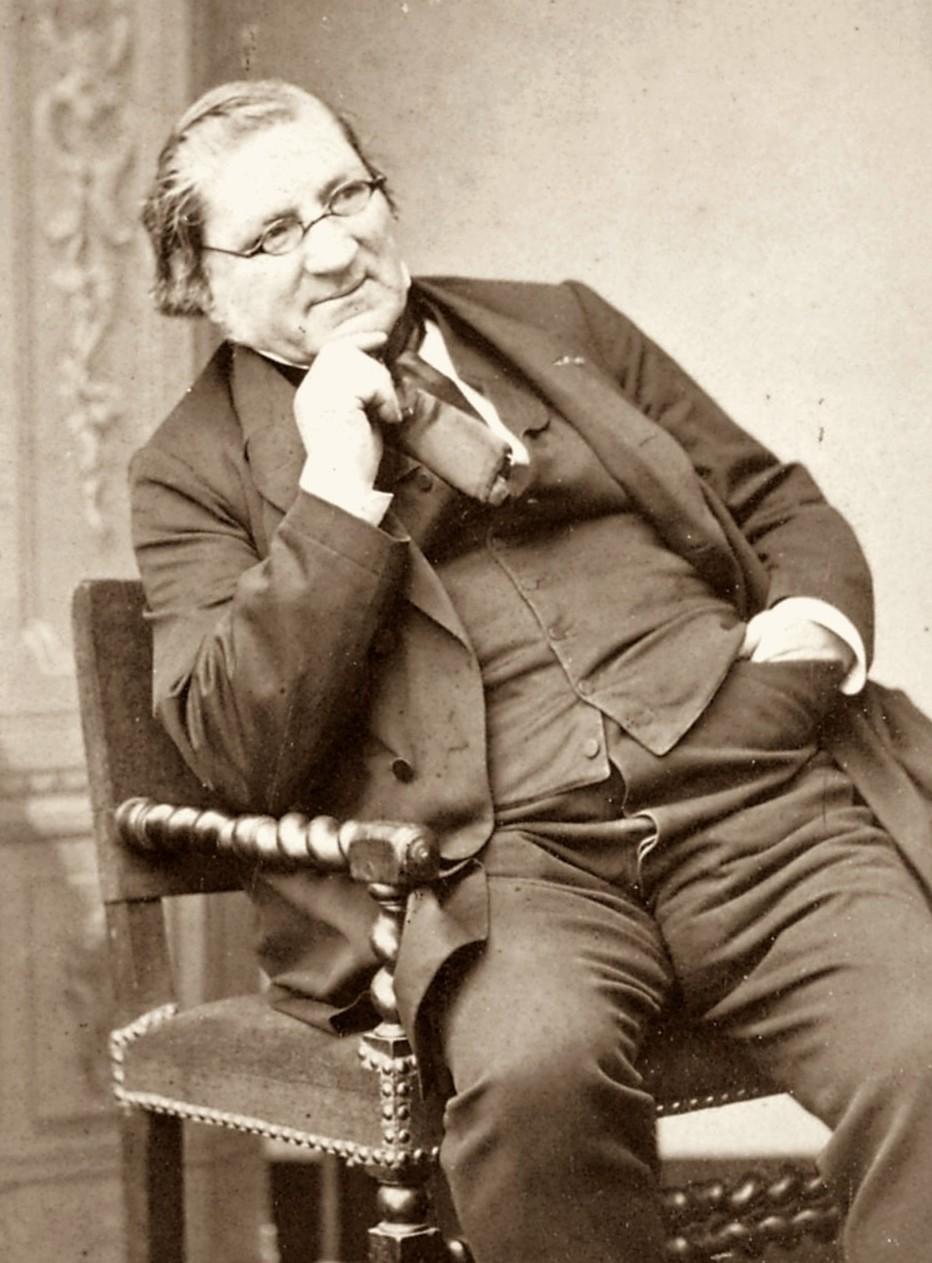
設立者のクロード・ゲイ

南アメリカ有数の歴史を持つ自然史博物館である。チリ政府からの委託を受けたフランス人博物学者のクロード・ゲイによって、1830年9月14日に設立された。当初の要求はチリの生物学と地理学であり、農作物や鉱物資源に集中していた。1875年にはチリ国際博覧会の宮殿またはパビリオンとして、現在の建物が建設された。
1889年には植物学、動物学、鉱物学の各部門が設立された。『国立博物館報』は1908年に初めて刊行され、今日では『国立自然史博物館報』という名称で刊行が続けられている。1906年8月のバルパライソ地震と1927年4月の地震では博物館の建物に被害が出た。
1948年から1964年までは地理学者・地質学者のウンベルト・フエンサリーダ・ビリェガスが館長を務めた。1964年から1982年まではチリ人類学を牽引したオーストリア系ユダヤ人のグレーテ・モストニーが館長を務めた。

## 部門

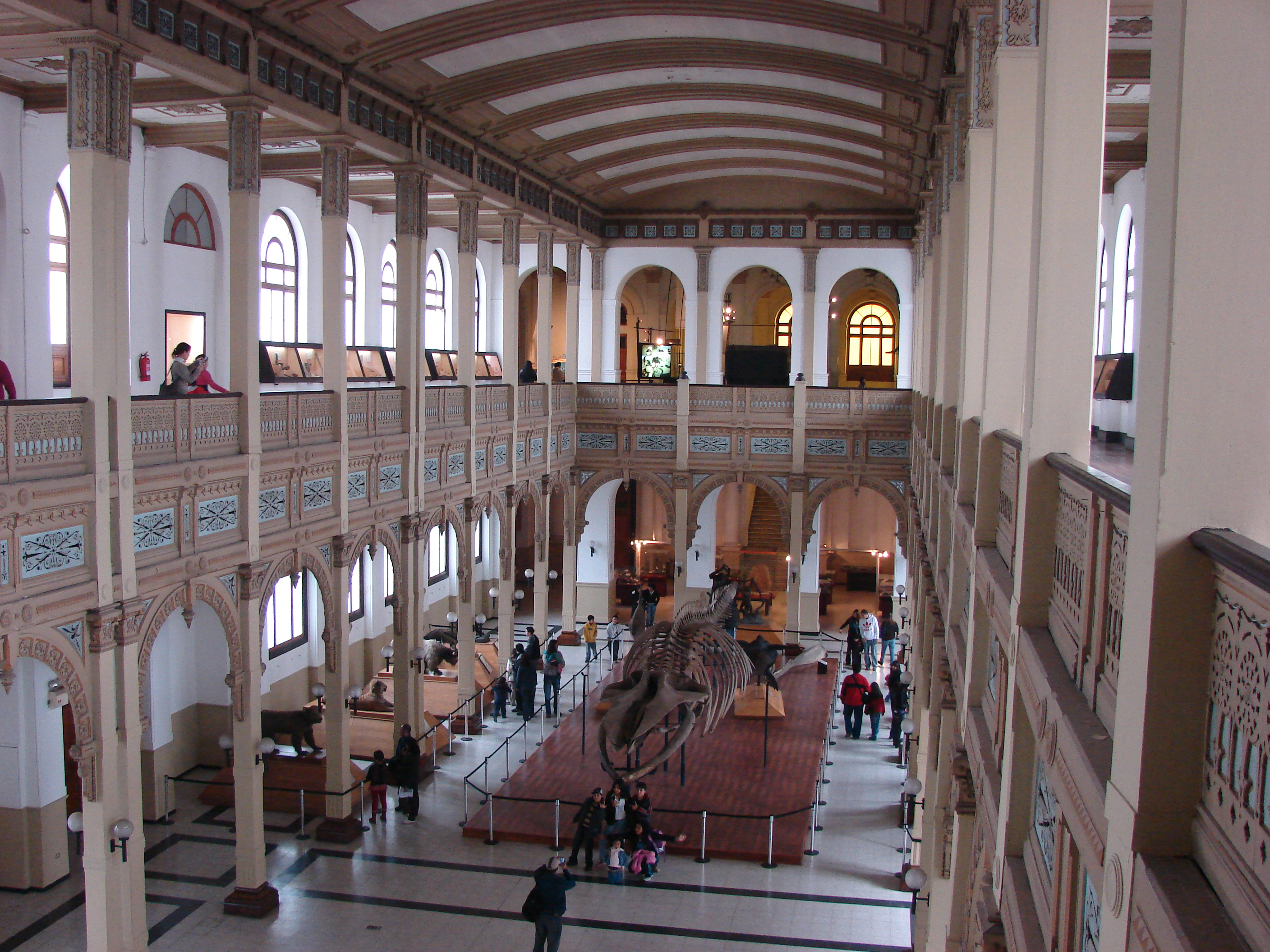
シロナガスクジラの骨格が展示されているメインホール

植物学、動物学、昆虫学、人類学、古生物学の5つの部門に分かれている。植物学部門では1830年に植物園が設立され、今日ではチリに分布する種の90%となる3,700種を有している。動物学部門には14の正基準標本を有しており、主にチリの海水魚や淡水魚である。人類学部門はかつてインカ帝国が栄えたチリ中央部の考古学や、チリ本土やイースター島で近現代に途絶えた民族の文化遺産に焦点を当てている。プローロ・マミーの保管も人類学部門の職務である。
チリ国立自然史博物館は、チリ教育省の一部門である図書館・公文書館・博物館監督部（DIrección de Bibliotecas, Archivos y Museos、DIBAM）によって監督されている。